# 2 Vulpeculae
2 Vulpeculae, som är stjärnans Flamsteed-beteckning, är en dubbelstjärna belägen i den mellersta delen av stjärnbilden Räven, som också har variabelbeteckningen ES Vulpeculae. Den har en genomsnittlig skenbar magnitud på ca 5,43 och är svagt synlig för blotta ögat där ljusföroreningar ej förekommer. Baserat på parallax enligt Gaia Data Release 2 på ca 1,8 mas, beräknas den befinna sig på ett avstånd på ca 1 800 ljusår (ca 570 parsek) från solen. Den rör sig bort från solen med en heliocentrisk radialhastighet av ca 1 km/s.

## Egenskaper
Primärstjärnan 2 Vulpeculae A är en blå till vit underjättestjärna av spektralklass B1 IV och en snabbt roterande Be-stjärna. Den har en massa som är ca 13 solmassor, en radie som är ca 11 solradier och utsänder ca 21 900 gånger mera energi än solen från dess fotosfär vid en effektiv temperatur på ca 26 800 K.
2 Vulpeculae är en pulserande variabel av Beta Cephei-typ (BCEP), som varierar i magnitud +5,42 - +5,48, med en period av 0,6096 dygn eller 14,63 timmar.
2 Vulpeculae är en dubbelsidig spektroskopisk dubbelstjärna, som år 2002 hade en vinkelseparation av 1,72 bågsekunder vid en positionsvinkel av 127,2°.